# Francolinus pondicerianus
Il francolino grigio (Francolinus pondicerianus (J. F. Gmelin, 1789)) è un uccello galliforme della famiglia dei Fasianidi diffuso dall'Iran sud-orientale fino all'India e allo Sri Lanka.

## Descrizione

### Dimensioni
Misura circa 35 cm di lunghezza, per un peso di 200-340 g.

### Aspetto
Questo francolino ha il becco nero, l'iride marrone e le zampe arancioni. I due sessi sono identici, ma il maschio presenta uno sperone sui tarsi, assente nella femmina. Nell'adulto, il cappuccio e la nuca vanno dal grigio-bruno al bruno-rossiccio. La fronte, i lati della testa e il sopracciglio sono di colore camoscio-rossiccio, le copritrici auricolari sono marroni. La gola è biancastra o camoscio-arancione con uno stretto bordo scuro. Il resto delle parti inferiori è color camoscio chiaro con delle barre scure, molto sottili sul collo e sul petto, piuttosto larghe sui fianchi. Il dorso è rossiccio o grigio-bruno, con dei segni biancastri simili a strisce sulle copritrici alari, le terziarie e le scapolari, e delle strette barre bianche e nere su tutte le parti superiori. La coda è rossiccia con una banda subterminale scura.
I giovani assomigliano agli adulti, ma hanno il piumaggio più opaco. Il bordo scuro sotto la gola è assente.

## Biologia
I francolini grigi vivono per lo più in bande che vanno in cerca di cibo sui sentieri polverosi e negli spazi aperti tra i cespugli. Quando viene segnalato un pericolo, la banda si scioglie e i vari membri si mettono a correre in tutte le direzioni, con una statura piuttosto eretta, dirigendosi verso una zona che presenta una fitta copertura di vegetazione. I francolini grigi sono restii a prendere il volo, ma se colti di sorpresa possono decollare all'improvviso e produrre dei battiti d'ala rumorosi per una breve distanza prima di atterrare e rimettersi a correre. Sono in grado di appollaiarsi su cespugli o piccoli alberi se inseguiti con insistenza, soprattutto dai serpenti che infestano queste regioni. I francolini grigi sono attivi soprattutto al mattino presto e di sera. Trascorrono il resto della giornata riposando per terra o tra i cespugli, luoghi dai quali emettono i loro richiami. Utilizzano i loro specchi d'acqua preferiti quando sono disponibili, ma sono in grado di sopravvivere anche con pochissima acqua, facendo affidamento sulla rugiada mattutina che si forma sulle piante. Le bande si dividono in coppie all'inizio della stagione di nidificazione.

### Alimentazione
Sia gli adulti che i giovani si nutrono di insetti, principalmente di cavallette. È possibile vederli piuttosto regolarmente mentre scavano e raspano il terreno con le zampe e il becco in cerca di prede. I pulcini amano particolarmente le formiche, così come le loro ninfe e le loro larve. È risaputo che i francolini grigi saccheggino i formicai, talvolta distruggendoli completamente. Oltre agli insetti, consumano anche piante, come erbacce, foglie verdi e semi.

### Riproduzione
I francolini grigi sono monogami. La nidificazione può aver luogo in qualsiasi mese dell'anno, ma è comunque più frequente tra aprile e settembre. Il nido viene costruito sul terreno, ben nascosto sotto un cespuglio. Il suolo viene grattato con le zampe e la cavità così scavata viene rivestita con erba e foglie. All'inizio della nidificazione, il maschio si mostra particolarmente aggressivo nella difesa del territorio. In media la covata è composta da 6 a 9 uova color camoscio chiaro. L'incubazione, che dura tra 21 e 23 giorni, viene effettuata dalla sola femmina: quando essa è via, le uova non vengono coperte e diventano così un facile bersaglio per i predatori. Durante la cova, il maschio monta di guardia nelle vicinanze e lancia l'allarme in caso di pericolo. Se la covata va perduta, la femmina depone una covata sostitutiva.

## Distribuzione e habitat
I francolini grigi amano le pianure aride e le steppe subdesertiche, ma si trovano anche nelle regioni leggermente accidentate dove vi sono cespugli spinosi adattati alla siccità. Sono comuni nelle zone coltivate punteggiate di arbusti, spesso vicino ai villaggi, e sono presenti localmente su versanti coperti da cespugli e nelle valli che serpeggiano tra le colline. Evitano le regioni montuose. I francolini grigi sono endemici del subcontinente indiano, dai piedi dell'Himalaya alla costa dello Sri Lanka e, verso est, fino al Bangladesh. Abitano anche i bassopiani del Pakistan e del Belucistan, l'Iran meridionale fino al golfo Persico e la penisola arabica, in particolare gli Emirati, il Bahrein, il Qatar e il nord dell'Oman.

## Tassonomia
Gli studiosi riconoscono tre sottospecie:
- F. p. mecranensis Zarudny e Härms, 1913, diffusa nelle regioni meridionali di Iran e Pakistan;
- F. p. interpositus E. Hartert, 1917, diffusa nel Pakistan orientale, nell'India settentrionale e nel Nepal;
- F. p. pondicerianus (J. F. Gmelin, 1789), diffusa nell'India meridionale e nello Sri Lanka.